# Jacques Lagarde
Pas d'image ? Cliquez ici
Jacques Lagarde, né à Lyon 3e le 30 janvier 1900 et mort à Paris 16e le 20 septembre 1968, est l'un des principaux alpinistes français amateurs de la période de l'entre-deux-guerres, réalisant notamment des ascensions glaciaires remarquables par leur ampleur et leur difficulté.

## Biographie
Médecin de profession, Jacques Lagarde travaille dans la recherche afin de disposer d'assez de temps à consacrer à l'alpinisme. Sa carrière alpine s'étend approximativement de 1923 à 1938 durant la période des dernières grandes conquêtes des Alpes (faces nord du Cervin, des Grandes Jorasses, des Drus, de l'Eiger) mais sans qu'il participe lui-même à aucune de celles-ci. La Seconde Guerre mondiale, puis à partir de 1943 la maladie (une paralysie), mettent fin à sa carrière d'alpiniste. 
Il a été vice-président du GHM (Groupe de haute montagne) en 1931, rédacteur en chef de la Revue alpine et a participé avec Lucien Devies à la rédaction du guide Vallot.
Une des pointes des petites Aiguilles Rouges du Dolent, entre la pointe Kurz et le Tour Noir, gravie le 5 août 1924 avec Pierre Dalloz, Jacques de Lépiney et Henry de Ségogne, a été baptisée pointe Lagarde (3 572 m).

## Premières ascensions les plus notables
- 1924 - Face Nord de l'aiguille du Plan avec Jacques de Lépiney et Henry de Ségogne, les 10 et 11 août
- 1925 - Couloir nord-ouest du pic Sans Nom dans le massif des Écrins avec Pierre Dalloz, Henry de Ségogne, George et Jean Vernet, le 11 juillet
- 1925 - Arête des Grands Montets à l'aiguille Verte avec Pierre Dalloz et Henry de Ségogne, les 9 et 10 août
- 1926 - Couloir Lagarde-Ségogne en face nord de l'aiguille du Plan avec Henry de Ségogne, les 24 et 25 juillet (TD, 300 m à 64°). Gravi en crampons 10 pointes et un piolet traditionnel pour tailler des marches, « c'est l'un des plus grands exploits de l'entre-deux-guerres », et il n'a été répété qu'en 1972 avec les techniques de l'escalade glaciaire moderne[4]
- 1930 - Face nord des Droites avec Bobi Arsandaux, le 31 juillet
- 1931 - Versant Macugnaga de la pointe Gnifetti au mont Rose avec Lucien Devies, le 17 juillet
- 1932 - Face nord du Grand Cornier avec Lucien Devies, le 8 août